# Stornoway
Stornoway er den største by på øgruppen Hebriderne i Skotland, med et indbyggertal på cirka 9.000, hvilket gør det til den største bebyggelse på de Ydre Hebrider. 
Det er den tredjestørste by i Det skotske højland efter Inverness og Fort William. Stornoway sogn, der også inkluderer flere små landsbyer i nærheden har en befolkning på omkring 12000.
Byen opstod som en bosættelse for vikingerne, og er i dag den vigtigste by på Hebriderne. Det er ligeledes en vigtig havn og det administrative center for de Ydre Hebrider. Kommunalbestyrelsen for de Ydre Hebrider, Comhairle nan Eilean Siar, holder ligeledes til i byen, ligesom den rummer en række uddannelsesinstitutioner,
Derudover rummer bl.a. Lews Castle, der er et slot der blev bygget i midten af 1800-tallet af en rig handelsmand.
58°12′N 6°23′V / 58.200°N 6.383°V